# Traité de Sandhurst
 (novembre 2021).
Si vous disposez d'ouvrages ou d'articles de référence ou si vous connaissez des sites web de qualité traitant du thème abordé ici, merci de compléter l'article en donnant les références utiles à sa vérifiabilité et en les liant à la section « Notes et références ».
Traité du Touquet
Le traité de Sandhurst, appelé officiellement traité entre le Gouvernement de la République française et le Gouvernement du Royaume-Uni de Grande-Bretagne et d'Irlande du Nord relatif au renforcement de la coopération pour la gestion coordonnée de leur frontière commune, est un traité signé le 18 janvier 2018 lors du 35e sommet franco-britannique. Il est entré en vigueur le 1er février 2018.
Son but est de compléter les dispositions du traité du Touquet de 2003, pour y intégrer un volet de lutte contre l'immigration clandestine. 
Il donne lieu chaque année à un cycle d'échanges entre les deux pays afin de s'assurer d'une vision partagée des priorités opérationnelles en matière de sécurisation de la frontière et valide le principe du financement par le Royaume-Uni des projets les plus importants à cet égard.
Il tire son nom de la ville anglaise de Sandhurst, située dans le comté du Berkshire, où il a été signé.
Le 19 mai 2021, la préfète déléguée pour la défense et la sécurité de la zone Nord, Anne Cornet, a présidé, sur la plage de Leffrinckoucke, une présentation aux forces de sécurité intérieure des matériels acquis en 2020 sur les crédits alloués au titre du traité. Le coordonnateur national britannique de lutte contre les small boats, Dan O'Mahoney, était présent.
- Page du traité sur la base documentaire de la diplomatie française